# Raffaele Valensise
Raffaele Valensise (Napoli, 6 febbraio 1921 – Roma, 20 novembre 1999) è stato un avvocato e politico italiano.
È stato deputato alla Camera per otto legislature e membro del Consiglio Superiore della Magistratura dal 1998 al 1999.

## Biografia
Originario di Polistena, in Calabria, avvocato penalista, fu consigliere comunale del Movimento Sociale Italiano a Polistena,  Reggio Calabria, Cosenza, Rosarno.
Fece il suo ingresso alla Camera dei deputati all'indomani delle elezioni politiche del 1972  dove risultò eletto per il Movimento Sociale Italiano nella circoscrizione della Calabria, venendo confermato nelle successive elezioni del 1976, 1979, 1983, 1987 e 1992. Studioso del meridionalismo e responsabile del Dipartimento per i problemi sociali, economici e sindacali del suo partito, fu vicesegretario nazionale del MSI, sia con Almirante che con Fini.
Nel 1994 aderì ad Alleanza Nazionale e ne divenne capogruppo parlamentare alla Camera dopo le elezioni di quello stesso anno. Confermato parlamentare per l'ultima volta alle elezioni del 1996, nel 1998 fu eletto al Consiglio Superiore della Magistratura come membro laico dal Parlamento in seduta comune in quota AN e si dimise da deputato, venendo sostituito dal collega di partito Elio Colosimo.
Muore il 20 novembre 1999 a Roma, dove si è celebrato il funerale, a cui partecipò tra gli altri il presidente emerito Oscar Luigi Scalfaro, nella parrocchia di Santa Maria Stella Mattutina.